# Ульхум
Ульхум — река на Дальнем Востоке России, протекает по территории Провиденского района Чукотского автономного округа. Длина реки — 14 км.
Берёт истоки со склонов гор Кифкахсяган и Тукусюк, впадает в озеро Найвак в непосредственной близости от побережья Берингова моря. Река протекает по тектоническому разлому, в общем направлении на юго-восток. В среднем течении на правом берегу у основания надпойменной террасы находятся высокотемпературные минеральные Чаплинские источники.
В нижнем течении реки в 5 км от устья обнаружена стоянка древних охотников возрастом 14-10 тысяч лет.